# Buffalo Park
Buffalo Park est un parc de Flagstaff, en Arizona. Il est traversé par l'Arizona Trail, un National Scenic Trail depuis le 30 mars 2009.